# Missões diplomáticas da Maurícia

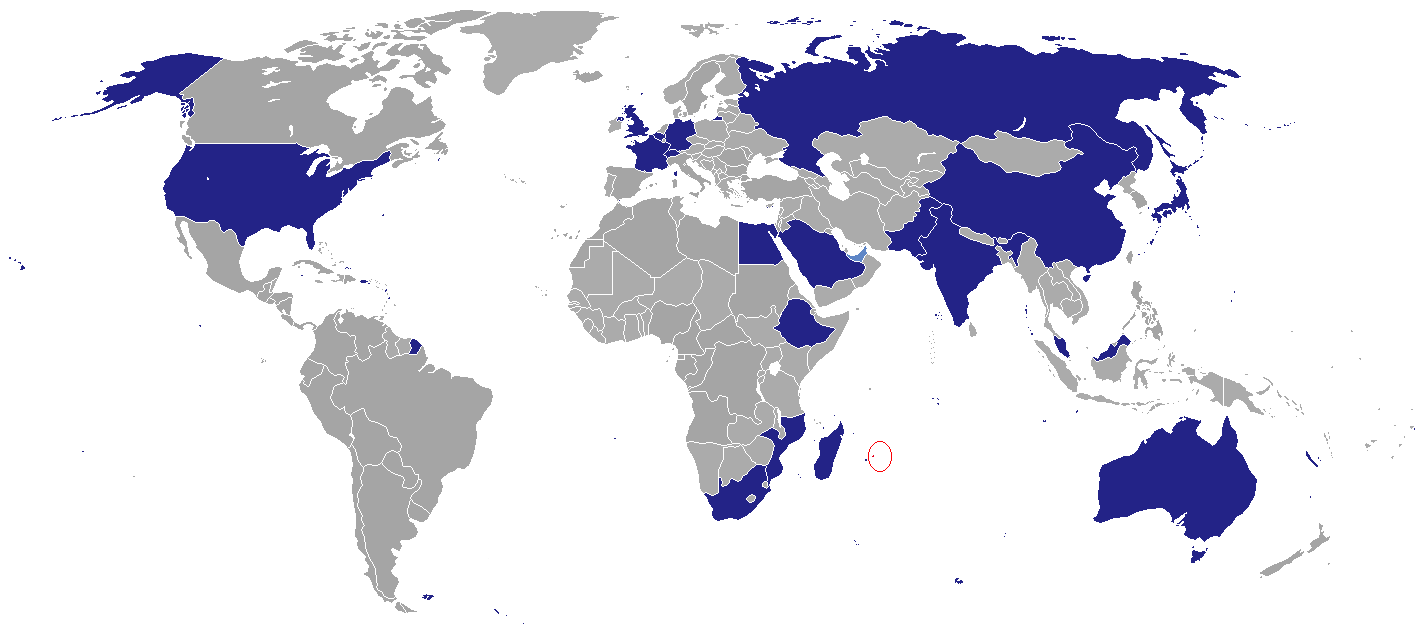
Missões diplomáticas de Maurícia.

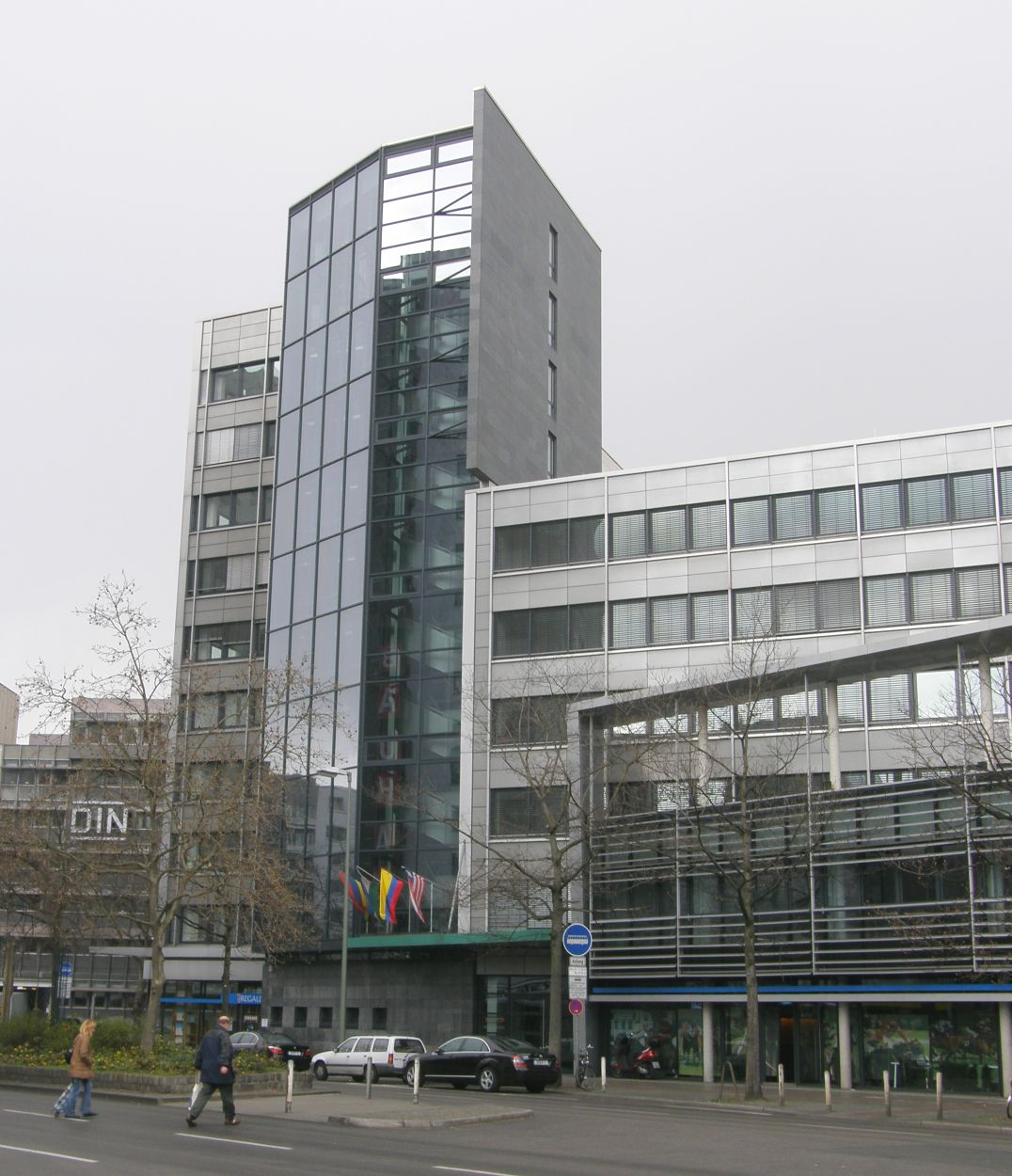
Embaixada de de Maurícia em Berlim, Alemanha.

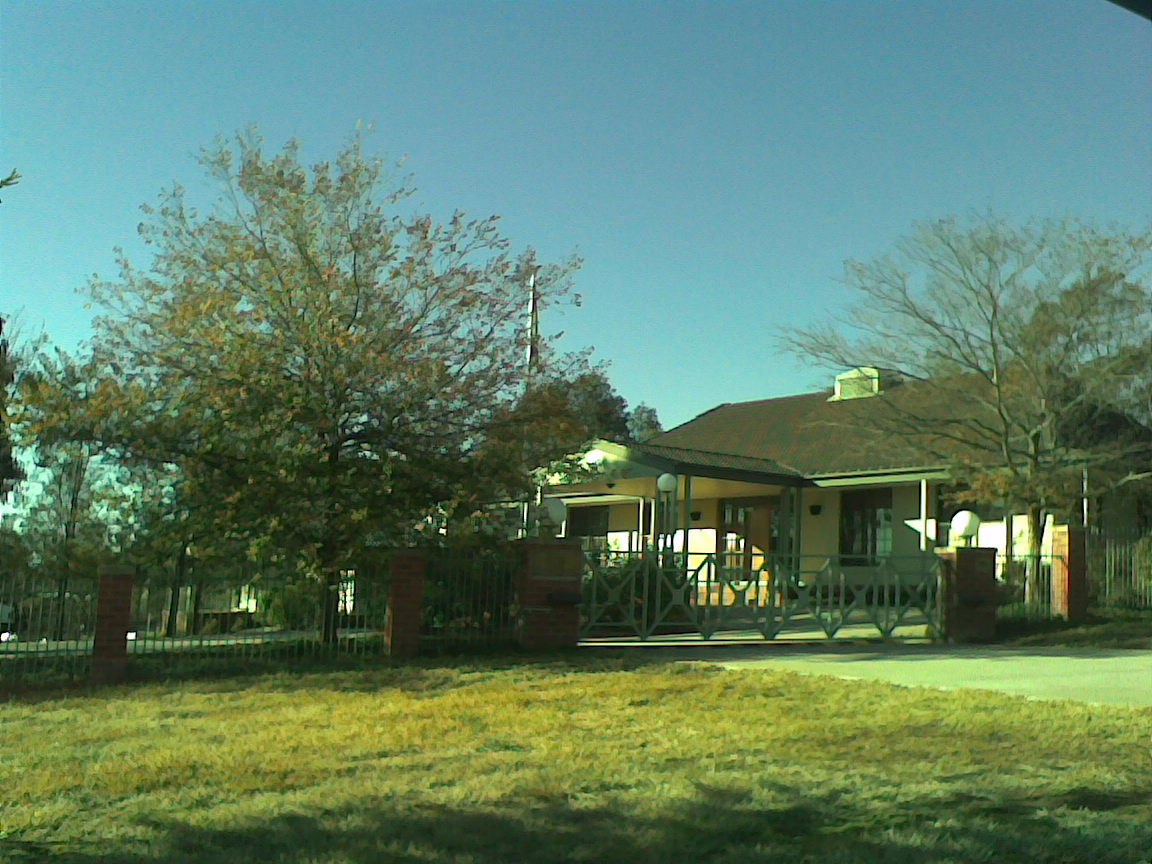
Alta comissão de Maurícia em Camberra, Austrália.

Abaixo estão listadas as embaixadas, consulados e altas comissões de Maurícia, pequeno país africano a leste da ilha de Madagáscar:

## Europa
- Bélgica
  - Bruxelas (Embaixada)
- França
  - Paris (Embaixada)
- Alemanha
  - Berlim (Embaixada)
- Rússia
  - Moscou (Embaixada)
- Reino Unido
  - Londres (Alta comissão)

## América do Norte
- Estados Unidos
  - Washington DC (Embaixada)

## África
- África do Sul
  - Pretória (Alta comissão)
- Egito
  - Cairo (Embaixada)
- Etiópia
  - Addis Ababa (Embaixada)
- Madagáscar
  - Antananarivo (Embaixada)
- Moçambique
  - Maputo (Alta comissão)

## Ásia
- China
  - Beijing (Embaixada)
- Índia
  - Nova Délhi (Alta comissão)
  - Mumbai (Consulado)
- Malásia
  - Kuala Lumpur (Alta comissão)
- Paquistão
  - Islamabad (Alta comissão)

## Oceania
- Austrália
  - Camberra (Alta comissão)

## Organizações multilaterais
- Adis-Abeba (Missão permanente de Maurícia ante a União Africana)
- Bruxelas (Mission to the União Europeia)
- Genebra (Missão permanente de Maurícia ante as Nações Unidas e organizações internacionais)
- Nova Iorque (Missão permanente de Maurícia ante as Nações Unidas)
- Paris (Missão permanente de Maurícia ante a UNESCO)